# 앨런 헤일 주니어

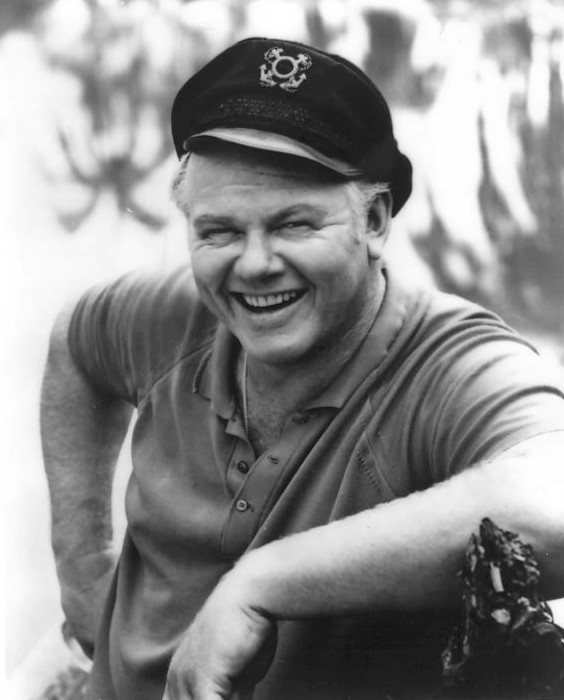

앨런 헤일 주니어(Alan Hale Jr., 1921년 3월 8일 ~ 1990년 1월 2일)는 미국의 텔레비전 배우, 영화배우, 연극 배우이다.
로스앤젤레스에서 태어났으며 로스앤젤레스에서 사망하였다. 사인은 암이다.

## 방송
- 굿 가이
- 달려라 래시

## 영화
- 갱 파티 (1984년)
- 햄본과 힐리 (1984년)
- 달리는 사이먼 (1981년)
- 엔젤스 브리게이드 (1979년)
- 목사님 만세 (1979년)
- 꿈꾸는 낙원 (1978년)
- 사랑의 유람선 (1977년)
- 거대 거미의 습격 (1975년)
- 크루키드 맨 (1970년)
- 집행자 (1967년)
- 길리건의 섬 (1964년)
- 업 페리스코프 (1959년)
- 페리 메이슨 (1957년)
- 제시 제임스 스토리 (1957년) - 콜 영거 역
- 전송가 (1957년)
- 내 모든 것을 다 주어도 (1957년)
- 킬러 풀려나다 (1956년)
- 애혼 (1955년)
- 딜론 보안관 (1955년)
- 샤이안 (1955년)
- 인디언 전사 (1955년)
- 실버 로드 (1954년) - 커크 역
- 디즈니랜드 (1954년) - 프레드 프레스턴 역
- 영 앳 하트 (1954년)
- 사악한 경찰 (1954년)
- 달려라 래시 (1954년)
- 넬리 (1952년)
- 빅 트리 (1952년)
- 삼총사의 아들 (1952년)
- 홈 타운 스토리 (1951년)
- 웨스트 포인트 스토리 (1950년)
- 건파이터 (1950년)
- 잇 해펀스 에브리 스프링 (1949년)
- 홈커밍 (1948년)
- 5번가에서 생긴 일 (1947년)
- Monsieur Beaucaire (1946년)
- 리비아 상륙작전 (1942년)
- 타임 아웃 포 리듬 (1941년)
- 올-아메리칸 코-에드 (1941년)
- 아이 원티드 윙스 (1941년)